# Scipione Cobelluzzi
Scipione Cobelluzzi (né en 1564 à Viterbe dans le Latium, alors dans les États pontificaux, et mort le 29 juin 1626 à Rome) est un cardinal italien du début du XVIIe siècle. D'autres cardinaux de la famille sont Girolamo Bernerio, O.P. (1586), Francesco Cennini de' Salamandri (1621) et Desiderio Scaglia, O.P. (1621).

## Biographie
Scipione Cobelluzzi exerce diverses fonctions au sein de la curie romaine, notamment comme secrétaire des brefs apostoliques.
Le pape Paul V le crée cardinal lors du consistoire du 19 septembre 1616. Le cardinal Cobelluzzi est bibliothécaire de la bibliothèque du Vatican à partir de 1618. Le cardinal participe au conclave de 1621, lors duquel Grégoire XV est élu pape, et au conclave de 1623 (élection d'Urbain VIII).

## Sources
- Fiche du cardinal Scipione Cobelluzzi sur le site fiu.edu